# 춘천 죽림동 주교좌성당
춘천 죽림동 주교좌성당(春川 竹林洞 主敎座聖堂)은 대한민국 강원특별자치도 춘천시 죽림동에 있는 주교좌성당이다. 2003년 6월 30일 대한민국의 국가등록문화재 제54호로 지정되었다.
1949년 기공하였으나 한국 전쟁의 와중에 짓던 건물의 상당 부분이 파괴되어 전쟁 후 다시 건축하여 1956년 6월 8일 준공하였다. 정문 가운데 종탑이 있는 고딕 양식의 석조 건축물로 건물의 폭에 비해 높이가 높고 내부는 별다른 기둥 없이 아치를 이용하여 구성하였다.

## 배경
로마 가톨릭교회는 조선 후기 무렵 서학, 천주교 등의 이름으로 알려져 별다른 선교사의 파견없이 자생적으로 전파되었다. 18세기 말에서 19세기에 이른 신해박해(1791년), 을묘박해(1795년), 신유박해(1801년) 등의 탄압이 일어나자 경기도와 충청도의 신도들이 박해를 피해 강원도의 산간으로 들어오게 되어 신앙공동체가 생겨났다. 19세기 무렵 강원도의 천주교는 풍수원성당을 본당으로 하는 교구가 되었고, 춘천 지역은 상주하는 신부가 없는 공소로서 운영되었다. 곰실 공소는 지금의 죽림동 성당의 모체가 되었다.
1882년 조불수호통상조약 이후 프랑스는 예수회 소혹의 파리 외방전교회 선교사를 조선에 파견하여 교구를 담당하게 하였고, 1899년 교민조약을 체결하여 정식적인 선교의 자유를 보장받았다. 강원도에는 1888년 파리 외방전교회 소속의 르 메르(한국명 이유사)가 풍수원성당의 주임신부로 임명되어 원주교구의 선교사업을 시작하였다. 이후 원주교구는 차츰 교세가 늘어 공소들이 주임신부가 상주하는 본당으로 확대되었으며 춘천의 곰실 공소는 1920년 죽림동 성당으로 승격되었다. 죽림동 성당은 춘천 최초의 천주교 성당으로 1920년 승격 당시에는 오늘날의 수녀원 터와 병원 터에 있던 개인집을 사서 성당으로 사용하였고 초대 주임신부로는 풍수원성당의 보좌신부였던 김유용이 임명되었다. 다른 여러 지역의 사례처럼 춘천의 곰실 공소 역시 따로 전교를 받지 않고 스스로 《천주실의》등을 학습하여 천주교를 신봉하게 된 엄주언이 주축이 되어 만들어진 곳으로 엄주언은 공소가 성당으로 승격하는데에도 큰 역할을 했다고 한다.
1938년 춘천은 아일랜드의 외방전교회인 골롬바노 외방전교회가 사목을 맞게 되어 토머스 퀸란(한국명 구인란)이 주임신부로 임명되었다. 퀸란은 현재의 성당 부지를 매입하고 1941년 성당 건축을 시도하였으나 태평양 전쟁이 일어나면서 외국인을 모두 구금하는 조선총독부의 정책에 따라 구금되어 건축이 진행되지는 않았다. 해방이후인 1946년 성당 건축을 재개하였으나 재정 사정이 여의치 않아 미루어지다가 1949년 미군의 도움을 받아 건축이 시작되었다.

## 건축

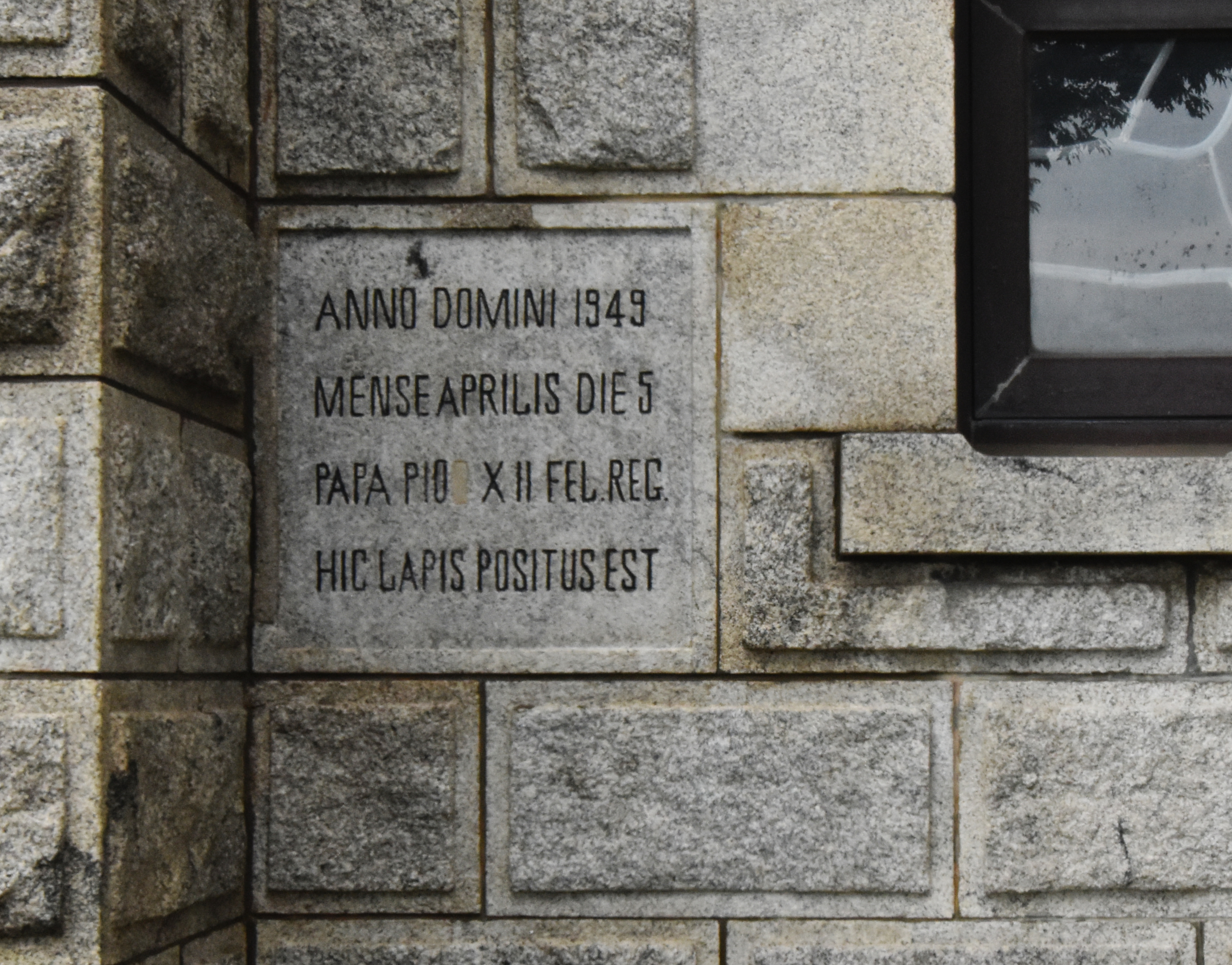
죽림동 주교좌성당의 주춧돌. 기공식이 열린 1949년의 날짜와 당시 교황이던 비오 12세의 이름이 세겨져 있다.

1949년 시작된 공사는 전남 광주에서 온 자씨 성의 화교 기술자와 또 한 사람의 기술자가 맡았고 석재는 홍천 발산리의 강가에서 날라왔다. 그러나 내부공사가 한창이던 1950년 전쟁이 일어나 공사가 중단되었다.
공사가 중단된 성당 건물은 1.4 후퇴 와중에 공습을 받아 벽채 일부와 사제관이 파괴되었다. 전쟁이 끝난 1953년 공사가 다시 시작되었고 1956년 완공하였다.
완공된 건물은 정면 중앙에 종탑이 있는 석조 건물로 건물의 높이와 폭에 비해 종축의 길이가 길며, 내부는 열주 없이 하나의 강당처럼 형성되어 있다. 주 출입구 아치의 중앙에는 십자가 문양을 돋을새김 한 이맛돌을 두어 웅장함을 더하는 등 건축적 완성도가 높으며, 우리나라 1950년대 석조 성당 건축의 모습을 잘 보여 준다.
죽림동 성당은 원주에 있는 풍수원성당이나 용소막성당과 함께 모두 고딕양식을 띄고 있지만, 앞의 두 성당이 벽돌조인데 비해 석조로 마감되어 있다. 이는 당시 벽돌을 구하기 어려웠던 시대 상황을 반영한다. 또한 주출입구의 아치나 종탑의 장미창도 단순하게 처리하였다. 전체적으로 십자가 모양을 띈 건물은 일직선의 의례 공간 양쪽으로 돌출된 트란셉트를 두어 성구실과 복사의 대기실로 사용한다. 성당 출입문의 십자가 양식은 아일랜드 교회의 것으로 골룸바노 외방전교회와의 인연을 나타낸다.

### 보수
성당 건축 이후 부속 건물로 벽돌조 2층의 사제관이 있었지만 훗날 헐리고 조금 떨어진 곳에 콘크리트조의 사제관을 새로 지었다.
1998년 4월부터 9월 사이 성당의 외관은 그대로 둔 채 내부를 보수하였다. 2006년 성당 건축 60주년을 맞아 천장과 바닥을 교체하였고 많은 예술가들이 참여하여 성모상 등의 조각상을 새로 만들어 배치하였다. 성당의 보수와 미술품 배치에는 가톨릭미술가회가 참여하였으며 기존의 원형을 잘 보전하고 조화롭게 구성하였다는 평을 듣는다.

## 납북

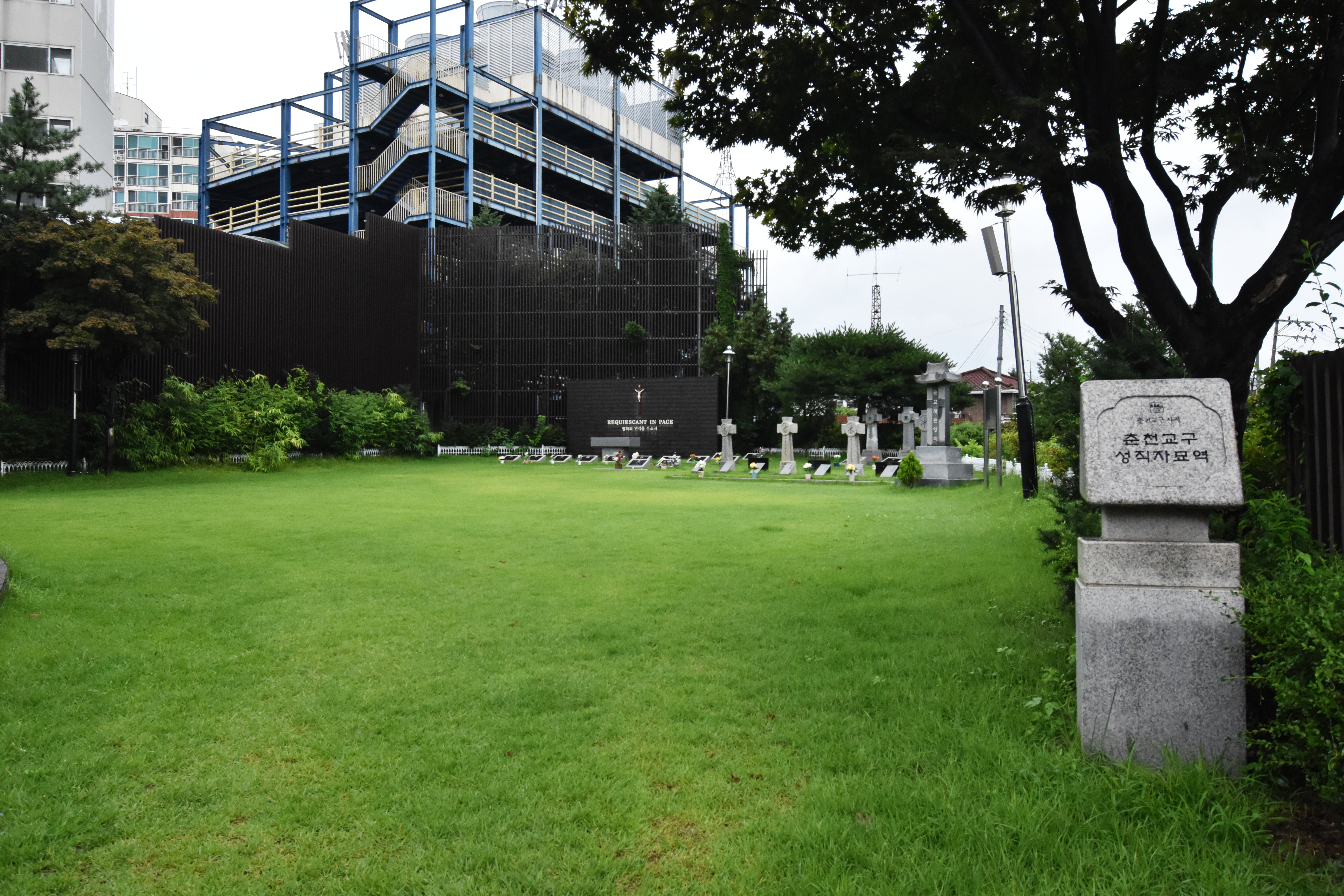
죽림동 주교좌성당의 후원에 조성된 성직자 묘역.

1950년 7월 2일 춘천을 점령한 인민군은 성당에 있던 토머스 퀸란 신부를 비롯한 캐바난 신부, 교황 사절 파트리치오 주교, 그리고 많은 수녀와 성직자를 잡아 평안북도로 이송하였다. 이들은 34개월의 포로 생활을 하였으며 캐바난 신부를 비롯한 많은 성직자가 포로 생활 중에 병사하였다. 토머스 퀸란은 전쟁 후 풀려나 춘천으로 돌아왔다. 파트리치오 주교를 비롯한 아일랜드 출신 선교사들은 납북 과정에서 저항하다 피살되었다. 당시 피살되었거나 납북되어 숨진 성직자를 기념하기 위하여 죽림동 성당 후원에 성직자 묘역이 조성되었다.
많은 외국인 선교사들 사이에 묘역이 조성된 한국인 신부 이광재는 원산으로 끌려갔다가 어느 방공호에서 선종하였다고 한다.
2019년 천주교 주교회의의 시복시성주교특별위원회는 죽림동 성당에 있다가 전쟁 중 피살되었거나 납북되어 숨진 성직자에 대한 시복법정을 열었다.

## 주교좌 승격
토머스 퀸란은 납북되었다 돌아온 뒤에도 주임신부로서 죽림동 성당에 머물렀으며 1955년 춘천이 지목구에서 대목구로 승격되자 주교로 서품되었고 이에 따라 죽림동 성당 역시 주교좌성당으로 승격되었다. 퀸란 주교는 1970년 12월 31일 선종하여 성직자 묘역에 안장되었다.

## 참고 자료
- 춘천 죽림동 주교좌성당 - 국가유산청 국가유산포털